# Joseph Pérez
Pour les articles homonymes, voir Pérez.
Joseph Pérez, né le 14 janvier 1931 à Laroque-d'Olmes et mort le 8 octobre 2020 à Bordeaux,, est un universitaire français, spécialiste de l'histoire de l'Espagne et de l'Ibéro-Amérique.
Il reçoit en 2014 le prix Prince des Asturies de sciences sociales.

## Biographie
Ancien élève de l'École normale supérieure de Saint-Cloud, agrégé, docteur d'État, ancien chargé de cours à l'ENS de Saint-Cloud, successivement assistant, maître-assistant d'espagnol à l'université de Pau et des Pays de l'Adour, puis chargé d'enseignement, maître de conférences et professeur d'université de civilisation espagnole à l'université de Bordeaux III, Joseph Pérez a dirigé la Casa de Velázquez de 1989 à 1996, devenant également professeur émérite de civilisation de l'Espagne et de l'Ibéro-Amérique à l'université de Bordeaux III Michel de Montaigne, dont il a été le président de 1978 à 1983,. Fondateur et premier directeur de la « Maison des pays ibériques », il est l'auteur de nombreux ouvrages sur l'histoire et la culture espagnoles.

## Idées
Joseph Pérez conteste la notion de décadence qui colle à l'Espagne des XVIIe et XVIIIe siècles. Pour lui, cette légende noire est une image faussée due aux regards portés par les pays protestants du nord de l'Europe.

## Publications

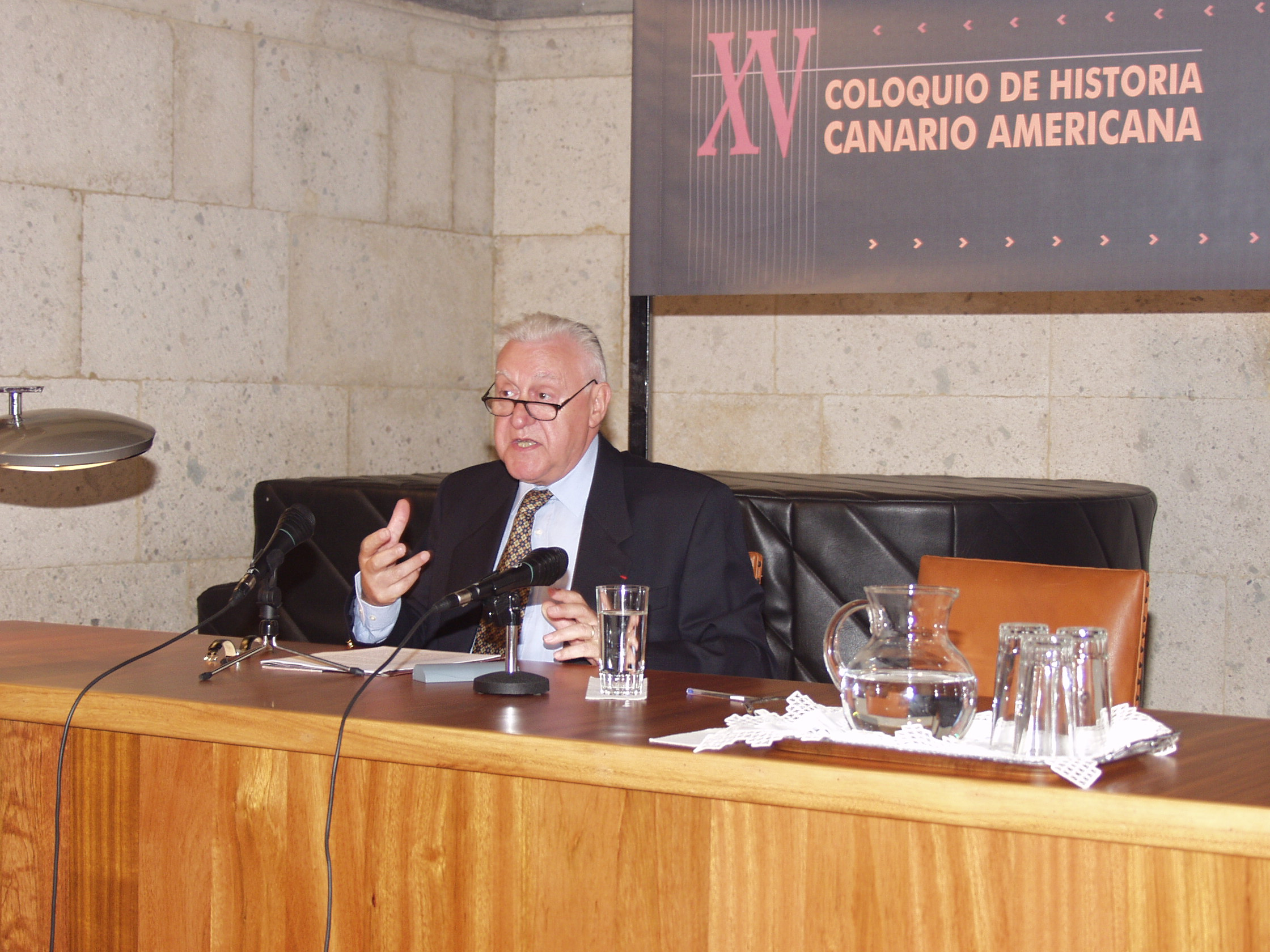
Joseph Pérez le 8 octobre 2002, Casa de Colón à Las Palmas, dans la Grande Canarie - à l'occasion d'un colloque d'histoire canario-américaine.

- La révolution des « Comunidades » de Castilla (1520-1521), Féret & Fils, Bordeaux, 1970
- L'Espagne des Rois Catholiques, Paris, Bordas, 1971
- L'Espagne du XVIe siècle, Paris, Armand Colin, 1973
- Isabelle et Ferdinand, Rois Catholiques d'Espagne, Paris, Fayard, 1988

- Prix Monseigneur-Marcel 1989 de l’Académie française
- Charles Quint : empereur des deux mondes, coll. « Découvertes Gallimard / Histoire » (no 197), París, Gallimard, 1994
- Histoire de l'Espagne, Paris, Fayard, 1997
- L'Espagne de Philippe II, Paris, Le grand livre du mois, 1999
- De l'humanisme aux Lumières : études sur l'Espagne et l'Amérique, Madrid, Casa de Velázquez, 2000
- L'Inquisition espagnole, Fayard, 2002
- Isabelle la Catholique: un modèle de chrétienté ?, Paris, Payot & Rivages, 2004
- Thérèse d'Avila et l'Espagne, Paris, Fayard, 2008

- Prix de la Biographie 2008 de l’Académie française
- La légende noire de l'Espagne, Paris, Fayard, 2009
- (es) Breve Historia de la Inquisición en España, Barcelone : Crítica.(2012) [2009],  (ISBN 978-84-08-00695-4).
- Andalousie - Vérités et légendes, Tallandier, 2018

## Distinctions
- Officier de la Légion d'honneur (2003)[9]

#### Colloque Manuel Azaña
- « Deux Espagnes », in Manuel Azaña et la question laïque (sous la direction de Jean-Pierre Amalric), Montauban, Éd. Arkheia, 2009
- « Manuel Azaña et la culture française » in Manuel Azaña et la France (sous la direction de Jean-Pierre Amalric), Montauban, Éd. Arkheia, 2007